# تشن يوان (صحفي)
تشن يوان (بالصينية: 陈垣) هو صحفي ومؤرخ صيني، ولد في 12 نوفمبر 1880 في Xinhui, Jiangmen ‏ في الصين، وتوفي في 21 يونيو 1971 في بكين في الصين.